# Trenord
Trenord (fino al 3 maggio 2011 Trenitalia LeNord o TLN) è una joint venture sotto forma di società a responsabilità limitata costituita da Trenitalia e dal Gruppo FNM per operare nel settore del trasporto ferroviario passeggeri della regione Lombardia.
Il capitale sociale è suddiviso in quote paritarie tra le due società (una quota di Gruppo FNM, pari al 14,741%, è detenuta dal Gruppo FS).

## Storia

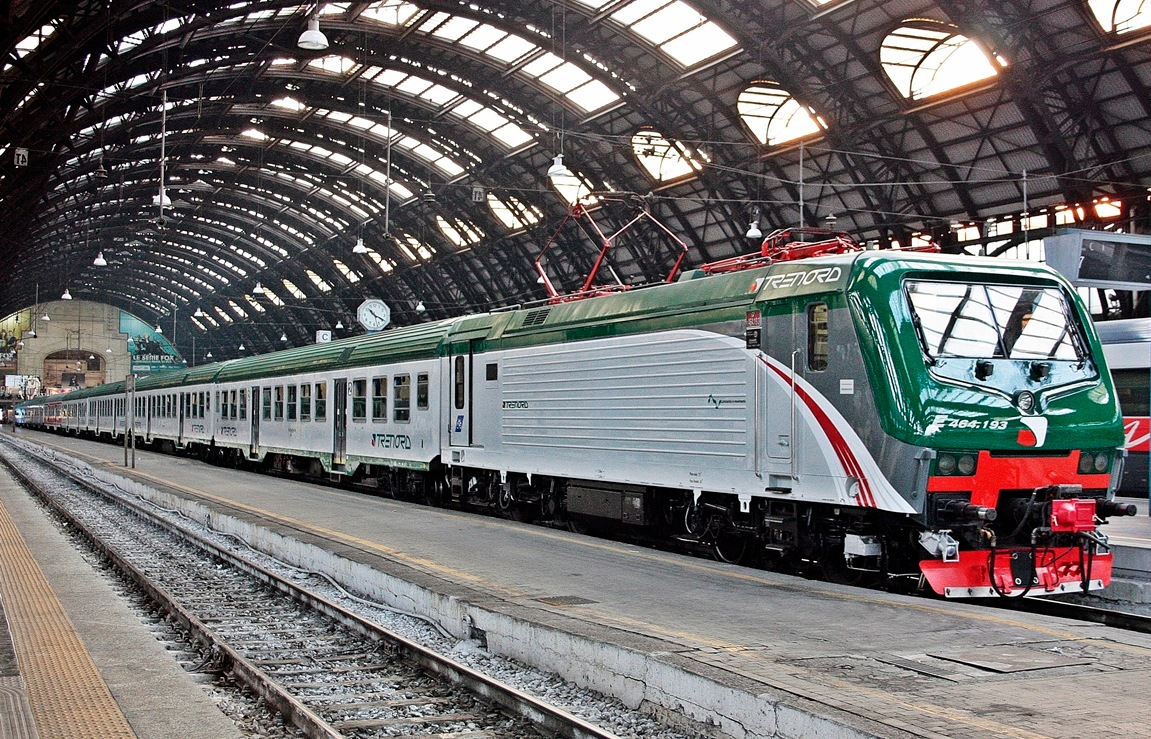
Convoglio in livrea Trenord composto da carrozze MDVC e locomotiva E.464 nella stazione di Milano Centrale

La società venne costituita a Milano il 4 agosto 2009, con il nome di Trenitalia LeNord, per iniziativa di Trenitalia, attraverso la Divisione Regionale Lombardia, e di Ferrovie Nord Milano.
La nuova istituzione si prefisse di gestire unitariamente il trasporto pubblico locale ferroviario in Lombardia, all'interno della normativa stabilita dal Protocollo d'Intesa tra Governo italiano e Regione Lombardia per il potenziamento e il miglioramento del servizio ferroviario regionale.
L'evoluzione futura della società fu programmata in due fasi:
- la prima prevedeva l'affitto a favore del nuovo soggetto dei rami di azienda di Trenitalia e di LeNord attivi nel trasporto pubblico locale ferroviario lombardo;
- nella seconda fase si prevedeva che Trenitalia LeNord, nome originario della società, avrebbe assunto la qualifica di operatore ferroviario.

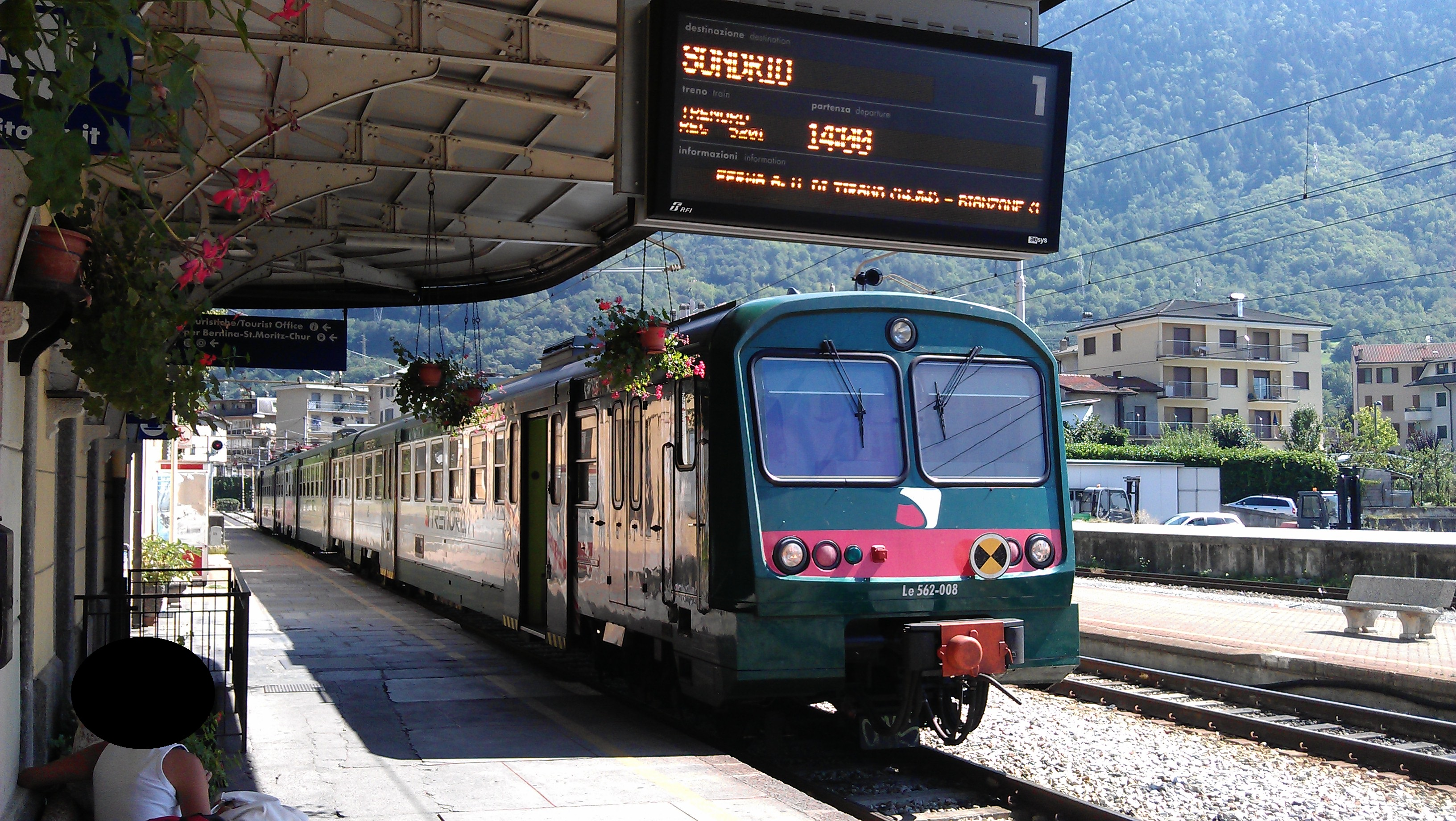
ALe 582 in livrea Trenord presso Tirano

Si pose inoltre la condizione che se nella prima fase fossero stati rispettati i parametri stabiliti nei Contratti di Servizio stipulati dalle due aziende con Regione Lombardia nel 2009, i rami d'azienda sarebbero stati definitivamente conferiti alla società per una durata di sei anni, con un'opzione per altri sei.
Il primo intervento della nuova azienda fu l'apertura del Centro di Manutenzione e Pulizia di Milano Fiorenza per la manutenzione e la pulitura dei treni regionali lombardi.

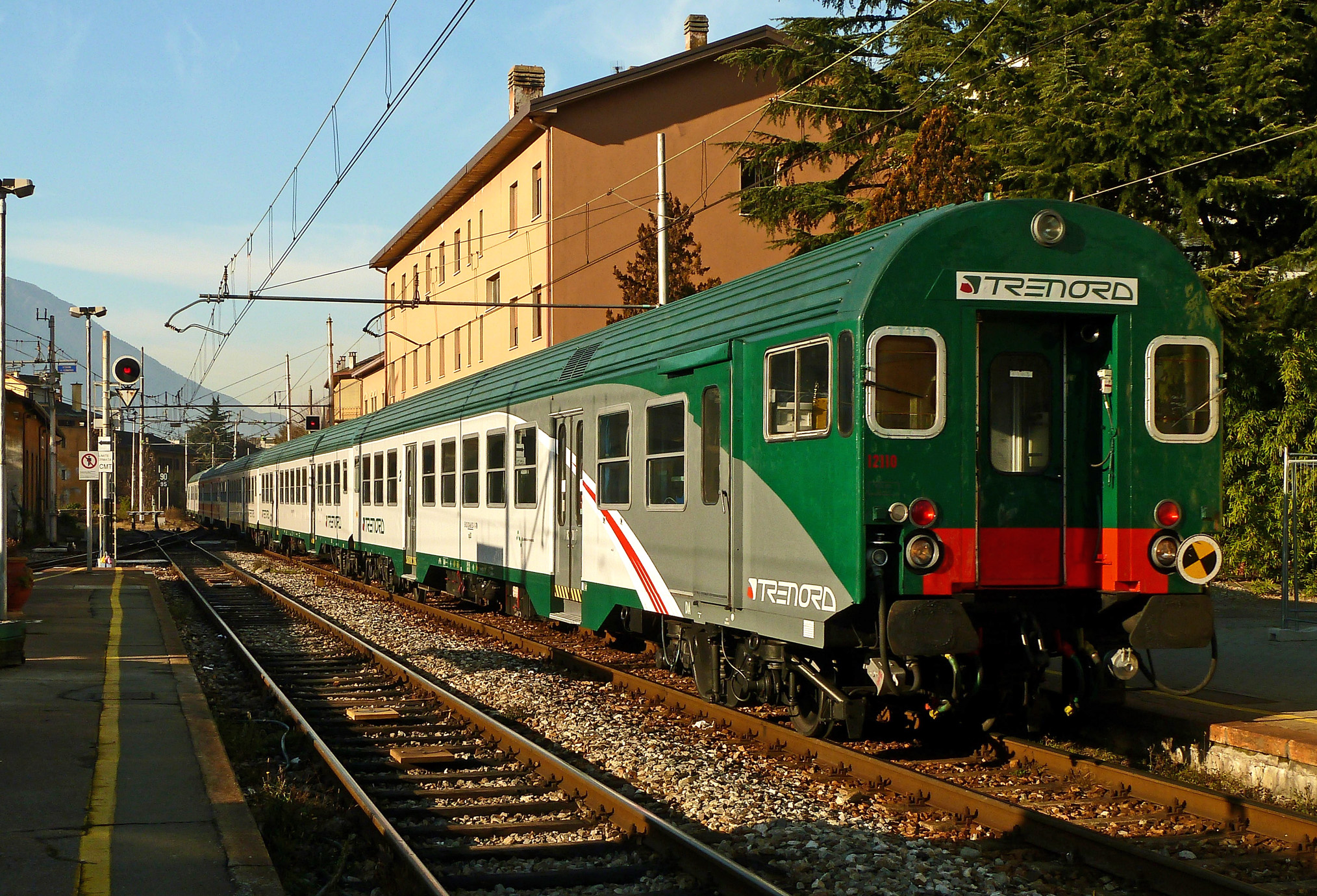
Treno con vetture MDVC in livrea Trenord a Sondrio

Il 30 ottobre 2009 Trenitalia e LeNord affittarono alla nuova società i rispettivi rami d'azienda preposti al servizio di trasporto pubblico ferroviario presso la regione Lombardia. La durata del contratto d'affitto venne determinata in undici mesi a partire dal giorno 15 novembre. Conseguentemente, TLN ha deliberato un aumento di capitale pari a sei milioni di euro.

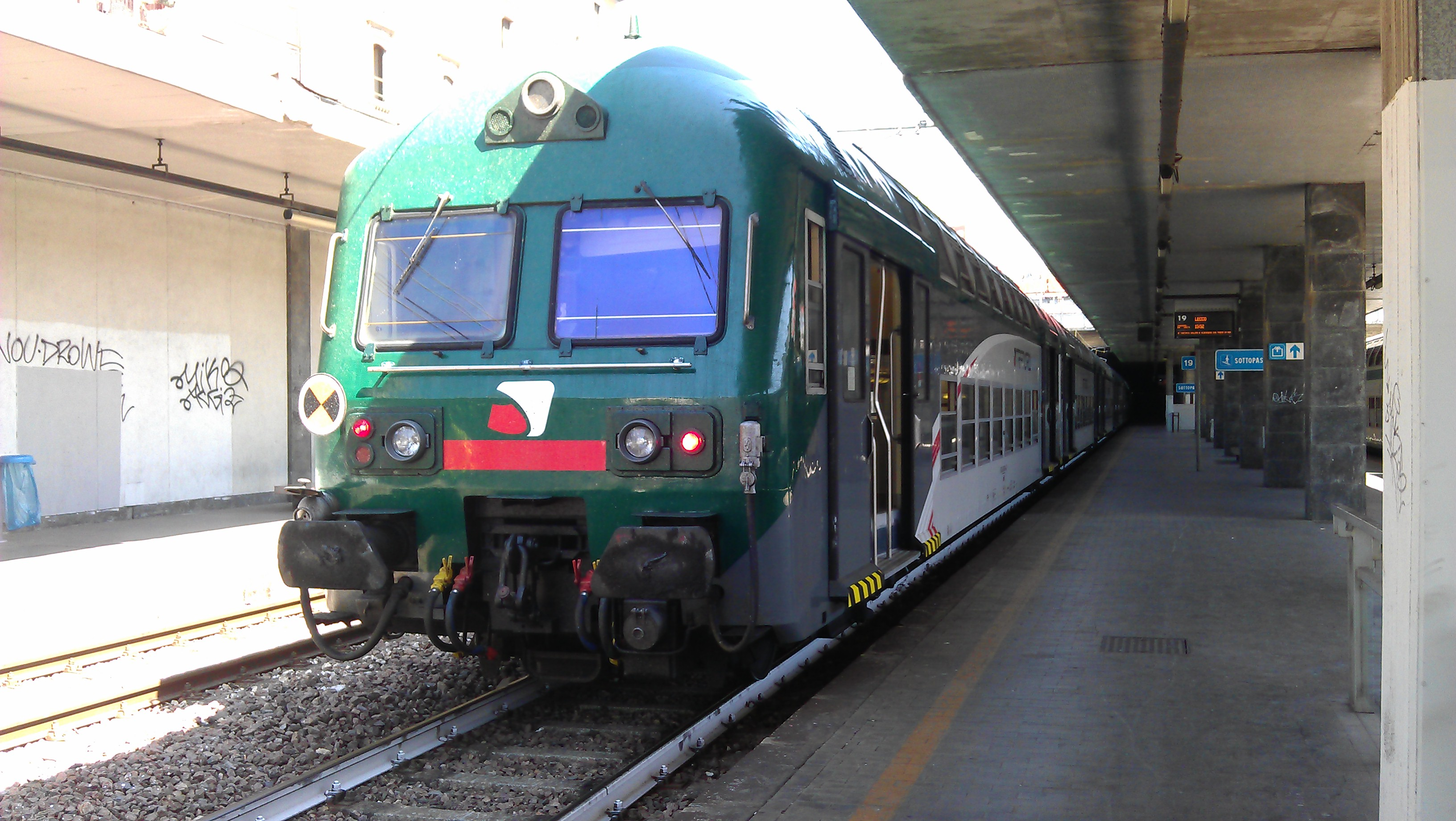
Semipilota Doppio Piano Casaralta in livrea Trenord alla stazione di Milano Porta Garibaldi

Al termine di questa fase sperimentale, i rami d'azienda preposti al servizio di trasporto pubblico ferroviario avrebbero dovuto essere conferiti a TLN che sarebbe divenuta titolare dei rispettivi contratti di servizio con la regione Lombardia. Tuttavia, il 13 ottobre 2010 l'assemblea degli azionisti della società ratificò la proroga dell'affitto dei rami d'azienda di Trenitalia Direzione Regionale Lombardia e di LeNord al 31 dicembre dello stesso anno. La scadenza dell'affitto fu ulteriormente posticipata prima al 31 marzo e in seguito al 3 maggio 2011. In tale data la società fu ribattezzata Trenord e si avviò la seconda fase dell'accordo. A differenza di quanto stabilito precedentemente, nella seconda fase vennero conferiti nella nuova società anche la partecipazione di Trenitalia in TILO e il servizio Eurocity da e per Austria e Germania che LeNord svolgeva in partnership con ÖBB e DB.
Il 17 settembre 2012 Trenord avviò il servizio Lombardia Express, composto da due relazioni, non finanziate da contributi regionali, che collegarono direttamente le stazioni di Varese e Bergamo a quella di Milano Centrale. Dopo qualche mese, il 6 gennaio 2013, il servizio fu soppresso, a seguito di un volume di viaggiatori ritenuto insufficiente dalla società per il mantenimento del servizio.
Nel dicembre 2012, Giuseppe Biesuz si dimise dall'incarico di amministratore delegato, in quanto indagato per un'accusa di bancarotta. Al suo posto, il 28 dicembre, il consiglio d'amministrazione nominò l'ingegnere Luigi Legnani. Un nuovo CDA, il 19 novembre 2014, nominò Cinzia Farisè nuovo amministratore delegato.
Dal cambio di orario del 15 giugno 2014, Trenord ha preso in carico la gestione, nella tratta italiana, delle relazioni EuroCity ÖBB sull'asse del Tarvisio, espletando la coppia di EC 30/31 e EN 236/237 da Venezia a Tarvisio. I treni proseguono per Vienna cambiando soltanto il personale. Dal 10 dicembre 2017 una nuova coppia di EuroCity da Vienna per Venezia e viceversa, i treni 132 e 133, sono entrati a far parte degli Eurocity espletati da Trenord.
Nel settembre 2018 si dimette Cinzia Farisé, al suo posto come amministratore delegato è nominato Marco Piuri..
Con l'orario invernale 2018 vengono tagliati circa il 5,5% dei treni (in parte sostituiti da autobus), col fine di sopperire ad una situazione emergenziale dal punto di vista del materiale rotabile e del personale disponibile; nel maggio 2019 la reale efficacia di tale provvedimento è oggetto di contrasti a seguito dei contenuti di un report "segreto", di cui la stampa è entrata in possesso e ha dato notizia.
Il 27 dicembre 2019 Regione Lombardia ha pubblicato, sulla Gazzetta Ufficiale della Comunità Europea, nel supplemento appalti ("Avviso di preinformazione relativo a un contratto di servizio pubblico"), la propria decisione di rinnovare l'appalto a Trenord per la durata di nove anni (dal 2021 al 2030), per un importo di circa cinque miliardi di euro. L'affidamento – deciso il 23 dicembre, a un passo dal Natale, e tenuto nascosto da Regione Lombardia – avverrà senza alcuna gara. Per questo motivo viene indetto uno sciopero il giorno 8 gennaio 2020.

## Servizi ferroviari

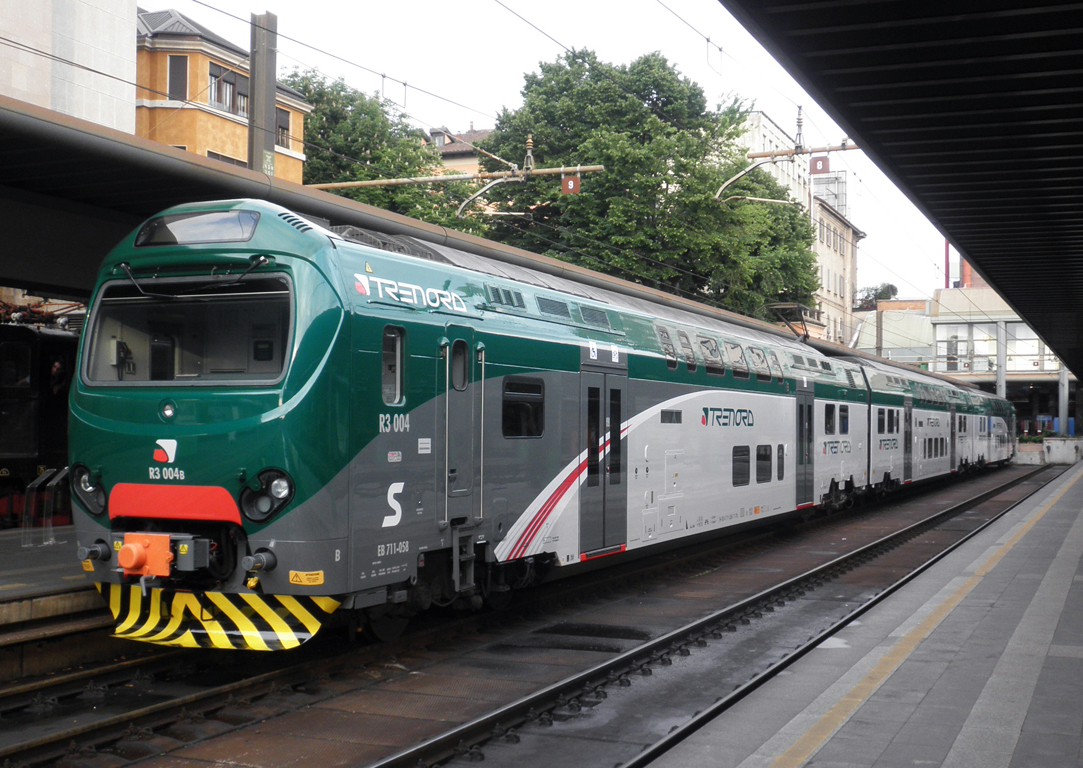
TSR in livrea Trenord alla stazione di Milano Cadorna.

Trenord ha ereditato l'attività della divisione lombarda di Trenitalia e di LeNord, acquisendo quindi la gestione di tutti i servizi ferroviari regionali della Lombardia: diverse relazioni regionali, suburbane oltre ai Malpensa Express, coprendo in totale trentanove direttrici, sulle reti RFI e Ferrovienord. L'impresa ferroviaria ha in carico anche la condotta degli EuroCity di Deutsche Bahn e ÖBB nelle relative tratte italiane e collabora con le Ferrovie Federali Svizzere, tramite la partecipata TILO, per l'effettuazione dei treni regionali transfrontalieri. Nell'ambito del trasporto locale effettua circa 2 095 corse medie al giorno, con una produzione totale di 43,1 milioni di treni·km annuali e servendo 736 056 viaggiatori ogni giorno feriale (378 600 il sabato e 271 134 nei festivi).
Dal 15 luglio 2019 Trenord ha aderito al nuovo sistema tariffario denominato STIBM (Sistema Tariffario Integrato del Bacino di Mobilità) previsto dalla Legge Regionale di riforma del trasporto pubblico lombardo n. 6 del 2012, nell'ambito delle stazioni a servizio del bacino di mobilità di competenza dell' Agenzia TPL..

### Linee suburbane
- S1: Saronno-Milano Bovisa-Lodi (direttrice 36);
- S2: (Mariano Comense-Meda)-Seveso-Milano Rogoredo (33);
- S3: Saronno-Milano Cadorna (36);
- S4: Camnago-Lentate-Milano Cadorna (33);
- S5: Varese-Gallarate-Milano-Treviglio (40);
- S6: Novara-Milano-Treviglio (1);
- S7: Lecco-Molteno-Monza-Milano Porta Garibaldi (8);
- S8: Lecco-Carnate-Monza-Milano Porta Garibaldi (39);
- S9: Saronno-Seregno-Milano-Albairate/Vermezzo (2);
- S11: Chiasso-Como San Giovanni-Milano Porta Garibaldi-Rho (6);
- S12: Melegnano-Milano Bovisa-(Cormano Cusano: prolungamento soppresso nel cambio d'orario di dicembre 2024) (36);
- S13: Garbagnate Milanese-Milano Bovisa-Pavia (22, 37)[22]

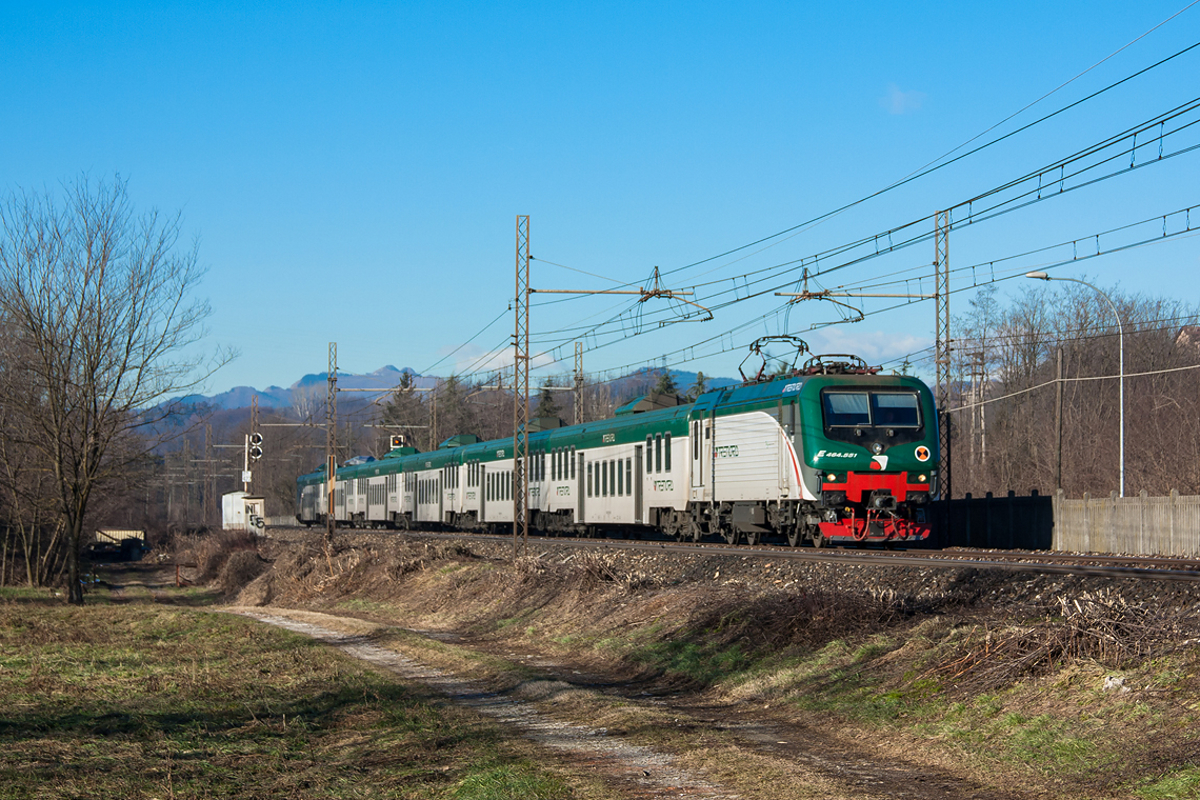
Treno della linea S11 con E.464 e vetture a piano ribassato in livrea Trenord

### Linee regionali
- Alessandria-Piacenza (22, 29)
- Bergamo-Brescia (11)
- Bergamo-Carnate-Usmate-Monza-Milano (12)
- Bergamo-Pioltello-Limito-Milano (15)
- Bergamo-Treviglio (14)
- Bornato-Calino-Rovato (34)
- Brescia-Iseo-Breno-Edolo (34)
- Brescia-Piadena-Parma (18)
- Chiasso-Como-Monza-Milano (6)
- Codogno-Cremona (20)
- Colico-Chiavenna (9)
- Como-Albate-Camerlata-Molteno-Lecco (10)
- Como-Saronno-Milano (31)

- Cremona-Brescia (19)
- Cremona-Piadena-Mantova (20)
- Cremona-Treviglio (16)
- Domodossola-Arona-Gallarate-Busto Arsizio-Milano (3)
- Laveno-Mombello-Varese-Saronno-Milano (30)
- Lecco-Calolziocorte-Olginate-Bergamo (11)
- Lecco-Colico-Sondrio (7)
- Luino-Laveno-Mombello-Gallarate (5)
- Luino-Laveno-Mombello-Novara-Mortara-Alessandria (5, 26)
- Mantova-Piadena-Cremona-Codogno-Milano (20)
- Milano-Asso (33)
- Milano-Mortara (25)
- Novara-Busto Arsizio-Saronno-Milano (32)

- Pavia-Alessandria (27)
- Pavia-Codogno-Cremona (20, 24)
- Pavia-Vercelli (28)
- Piacenza-Codogno-Lodi-Milano (21)
- Seregno-Carnate-Usmate (13)
- Sondrio-Tirano (7)
- Stradella-Pavia (23)
- Tirano-Sondrio-Colico-Lecco-Calolziocorte-Olginate-Monza-Milano (7)
- Varese-Gallarate-Busto Arsizio-Milano (4)
- Varese-Saronno-Milano (30)
- Verona-Peschiera del Garda-Desenzano-Brescia-Treviglio-Pioltello-Limito-Milano (17)
- Voghera-Pavia-Milano (22)[23]

### Linee aeroportuali
- Malpensa Express: Malpensa Aeroporto (Terminal 2) - Milano Cadorna / Milano Centrale (35)

### Servizi locali transfrontalieri
- RE: Milano Centrale - Chiasso (Prosegue per Lugano - Cadenazzo - Locarno) (6)
- S50: Malpensa terminal 2 - Mendrisio (Prosegue per Biasca) (5)
- S40: Como - Chiasso - Varese (6)

### Treni a lunga percorrenza
Trenord gestisce inoltre le tratte in territorio italiano di alcuni collegamenti internazionali svolti dalle ferrovie austriache ÖBB e tedesche DB.
- Eurocity[24] Bologna/Venezia Santa Lucia-Verona Porta Nuova-Monaco di Baviera Centrale
- Railjet Bolzano-Vienna Hbf[25].

Fino al 2021 Trenord ha avuto in carico anche la trazione di due coppie Eurocity (poi Railjet) ed una coppia di treni notturni Nightjet sulla relazione Venezia - Vienna, successivamente affidati da ÖBB alla propria controllata Rail Cargo Carrier Italia.

## Materiale rotabile

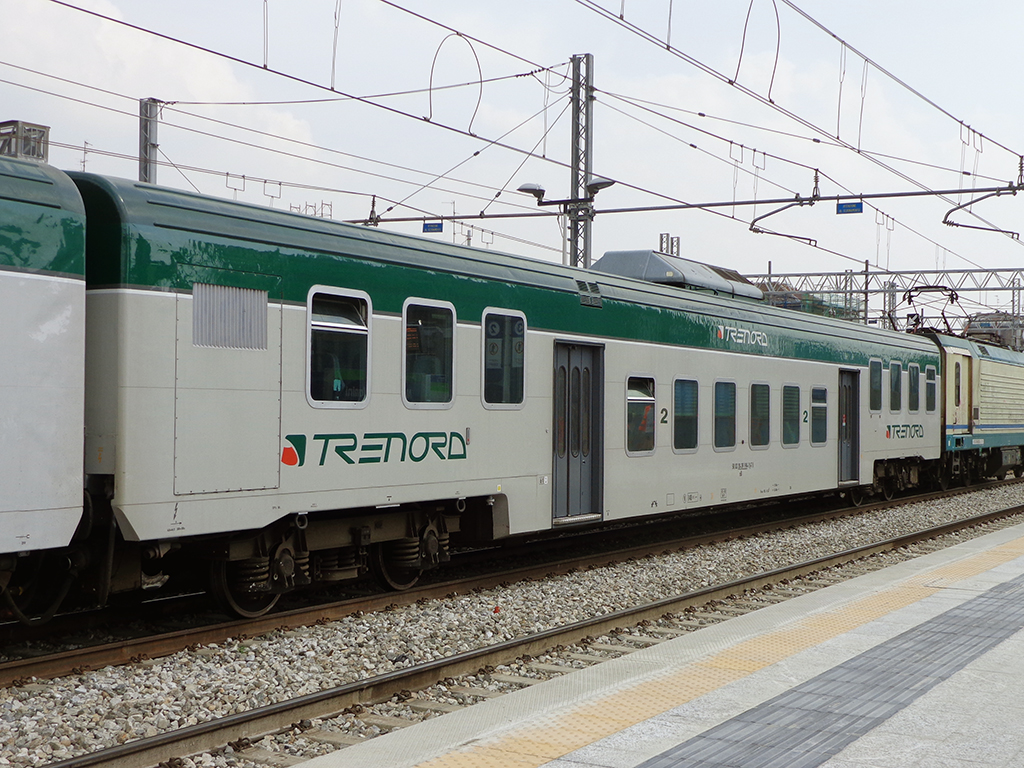
Una carrozza Piano Ribassato di Trenord.

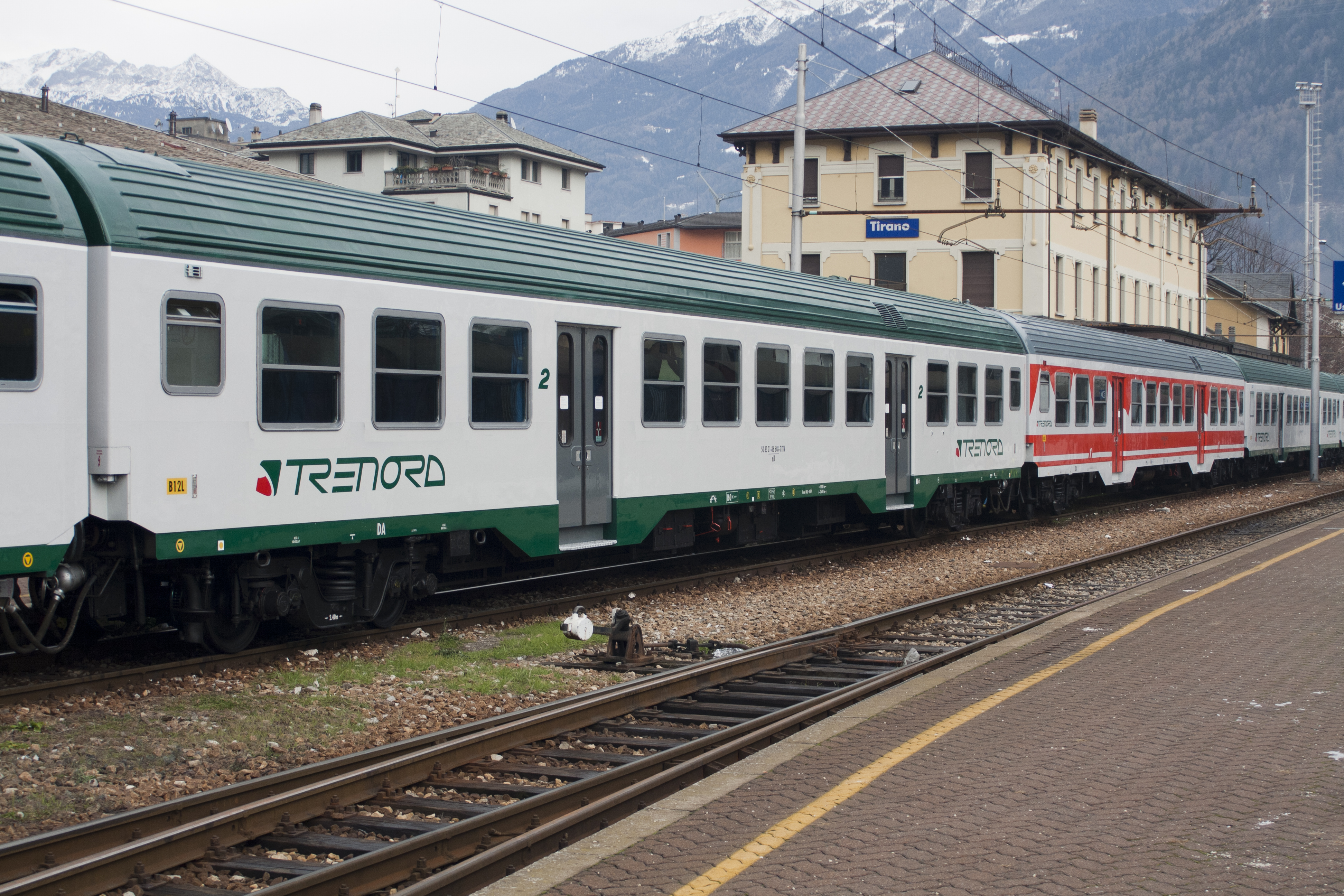
Una Medie Distanze Vestiboli Centrali di Trenord.

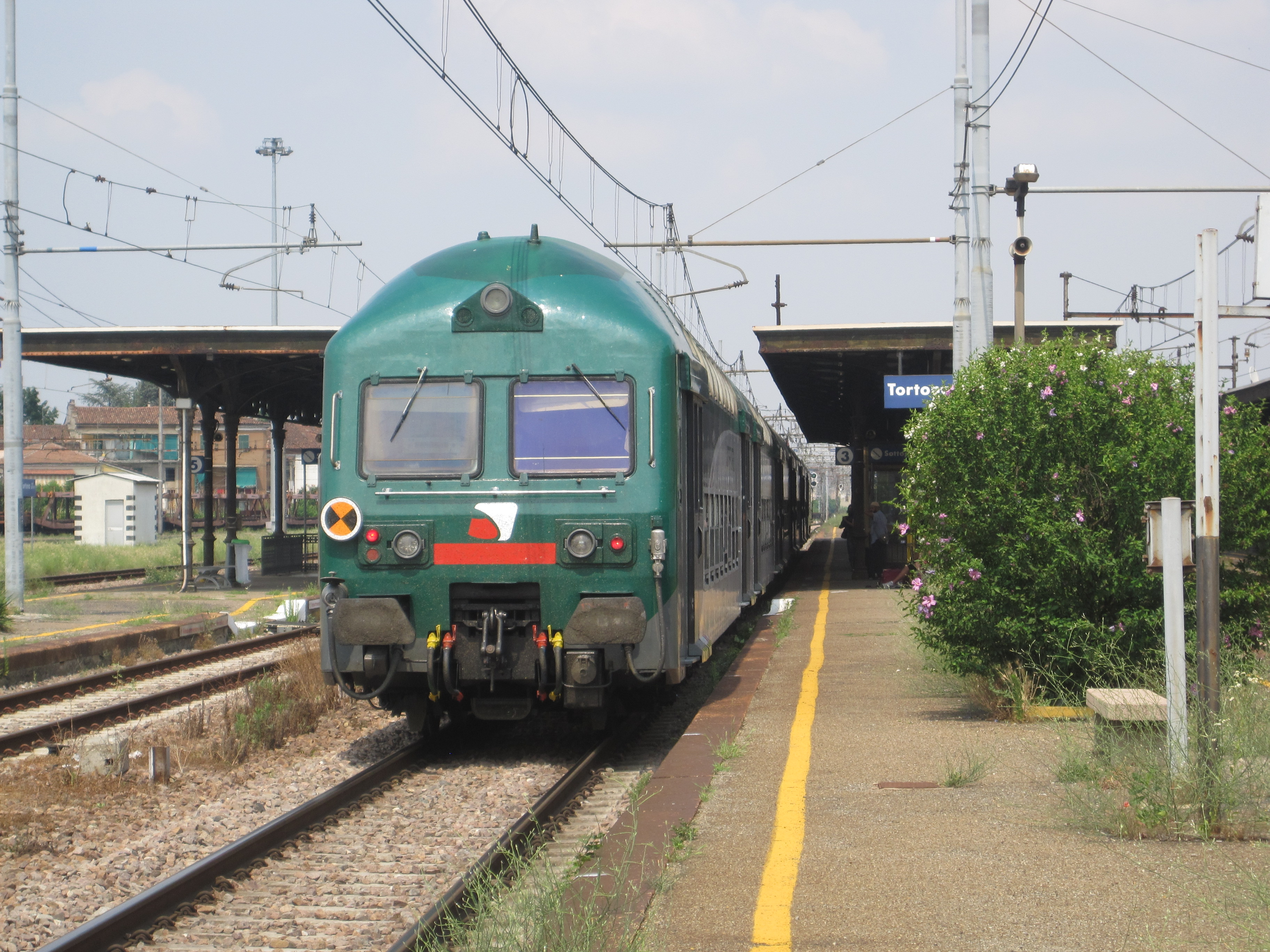
Una Doppio Piano Casaralta di Trenord.

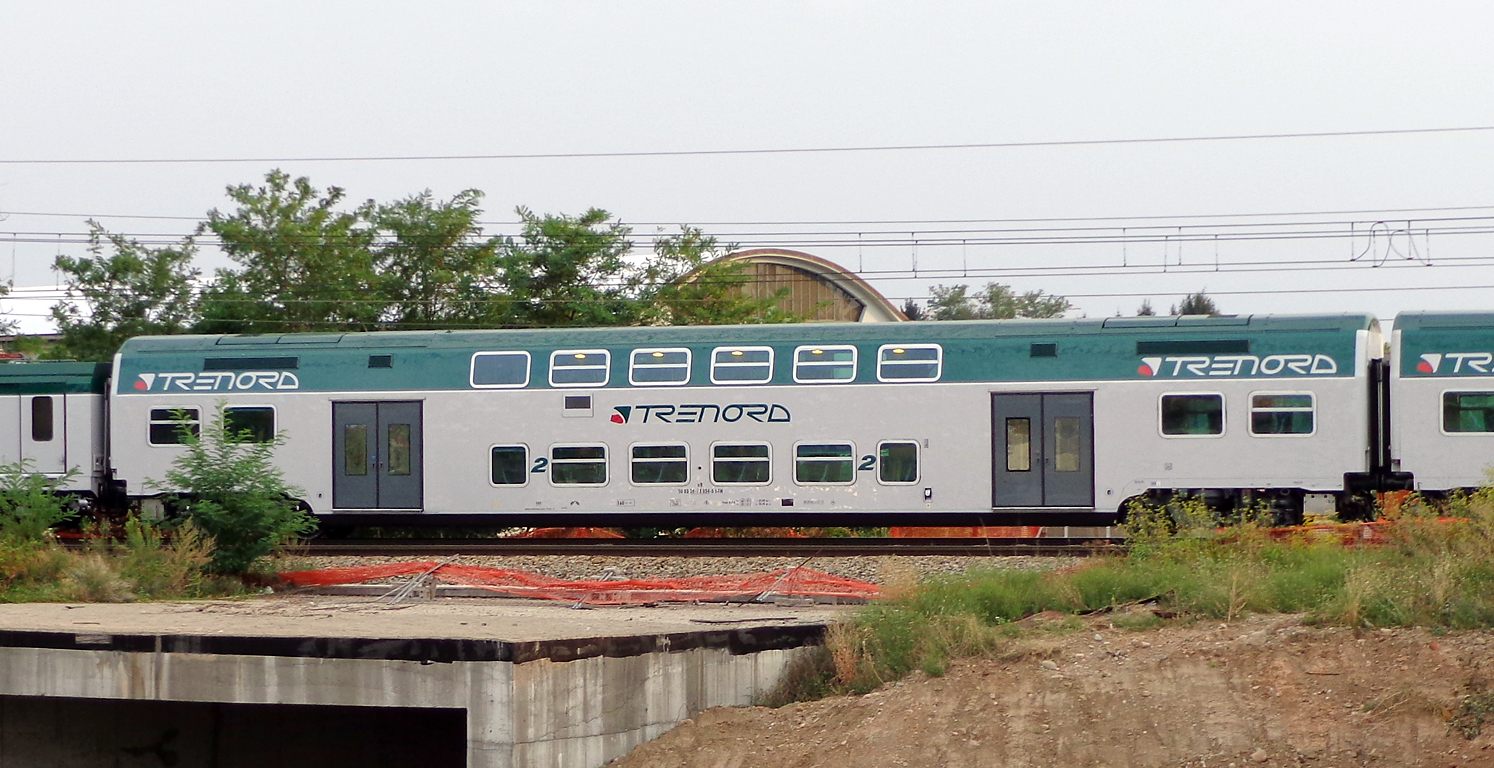
Una Carrozza Vivalto di Trenord.

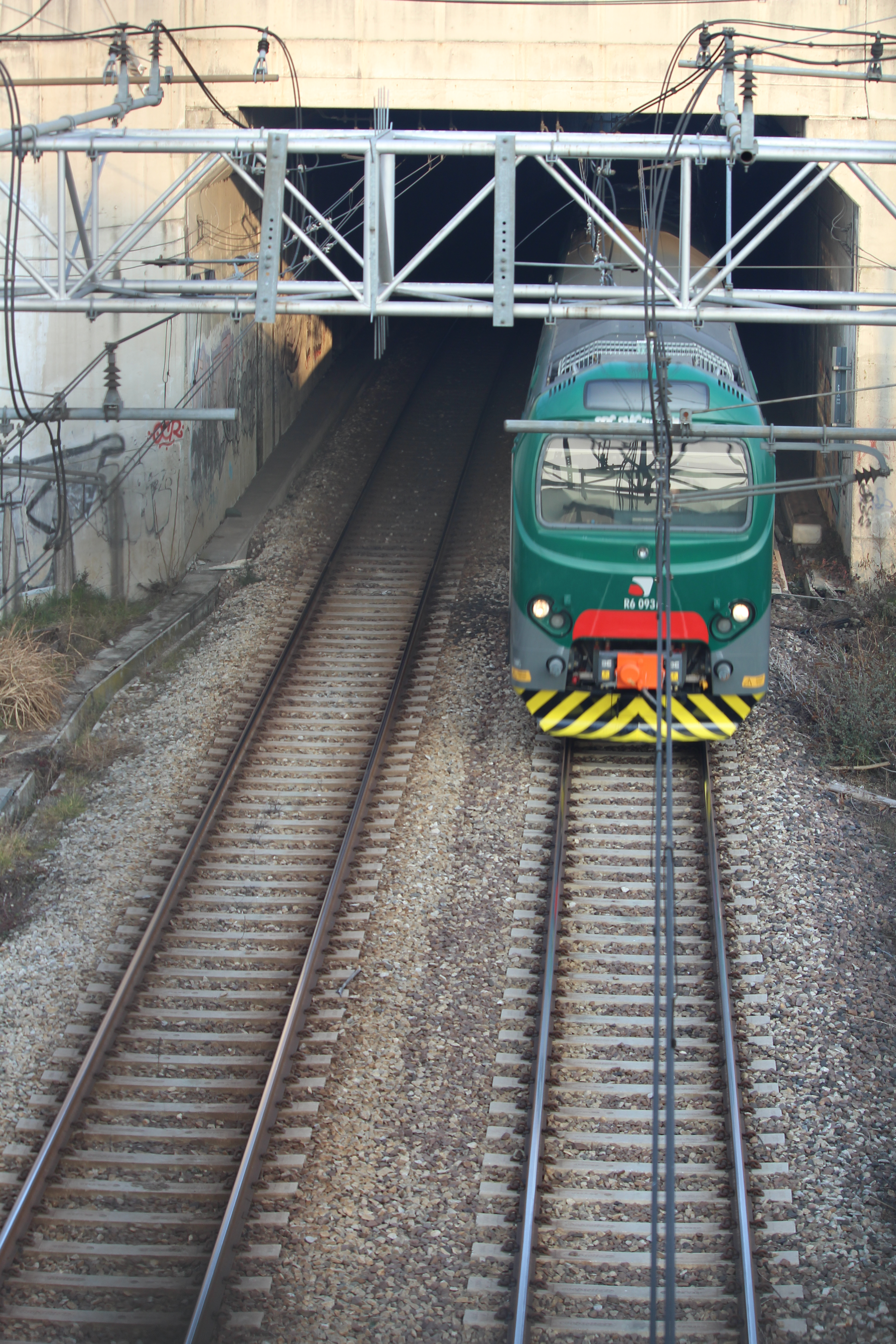
Un Treno Servizio Regionale di Trenord.

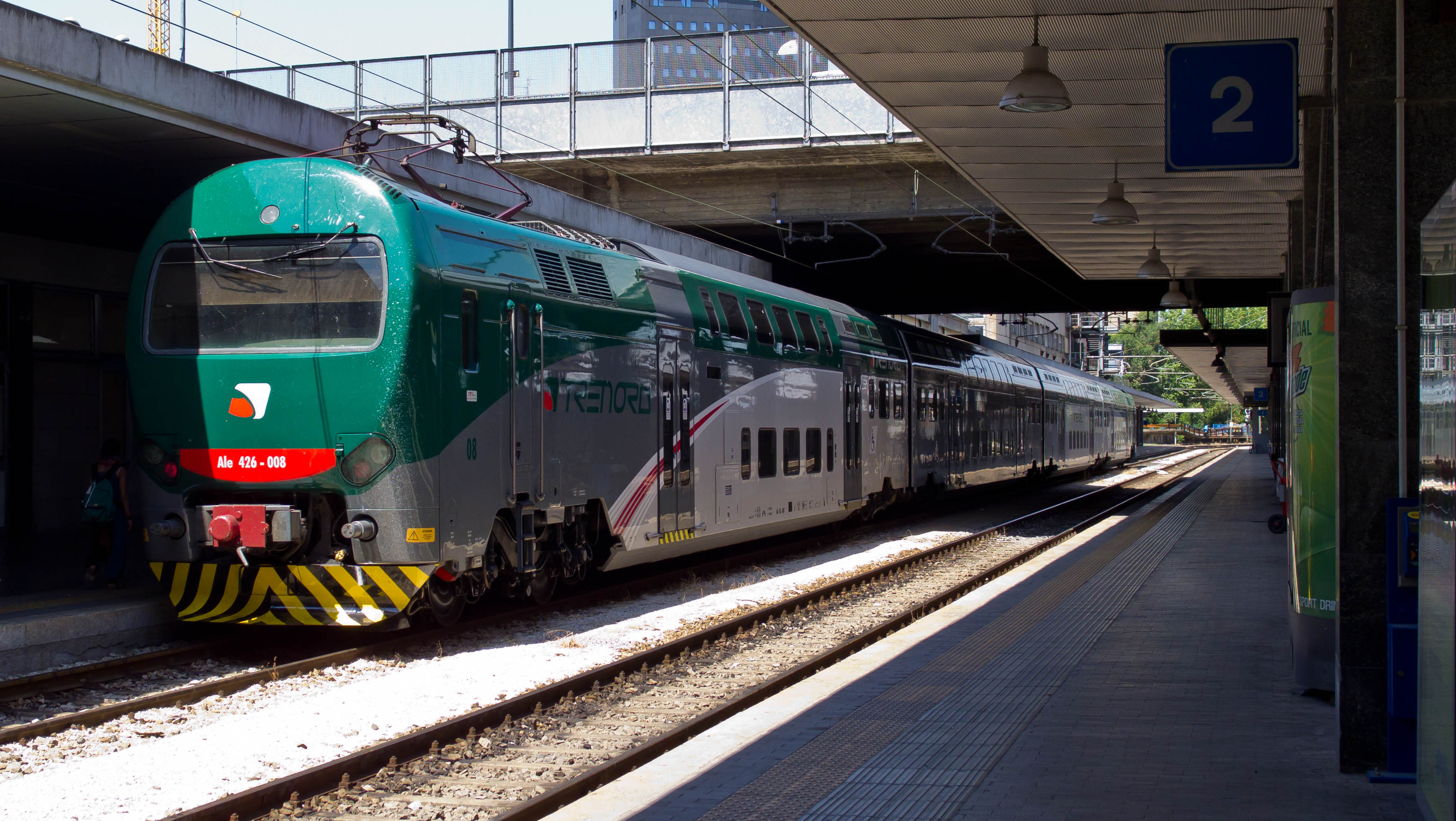
Un Treno Alta Frequentazione di Trenord.

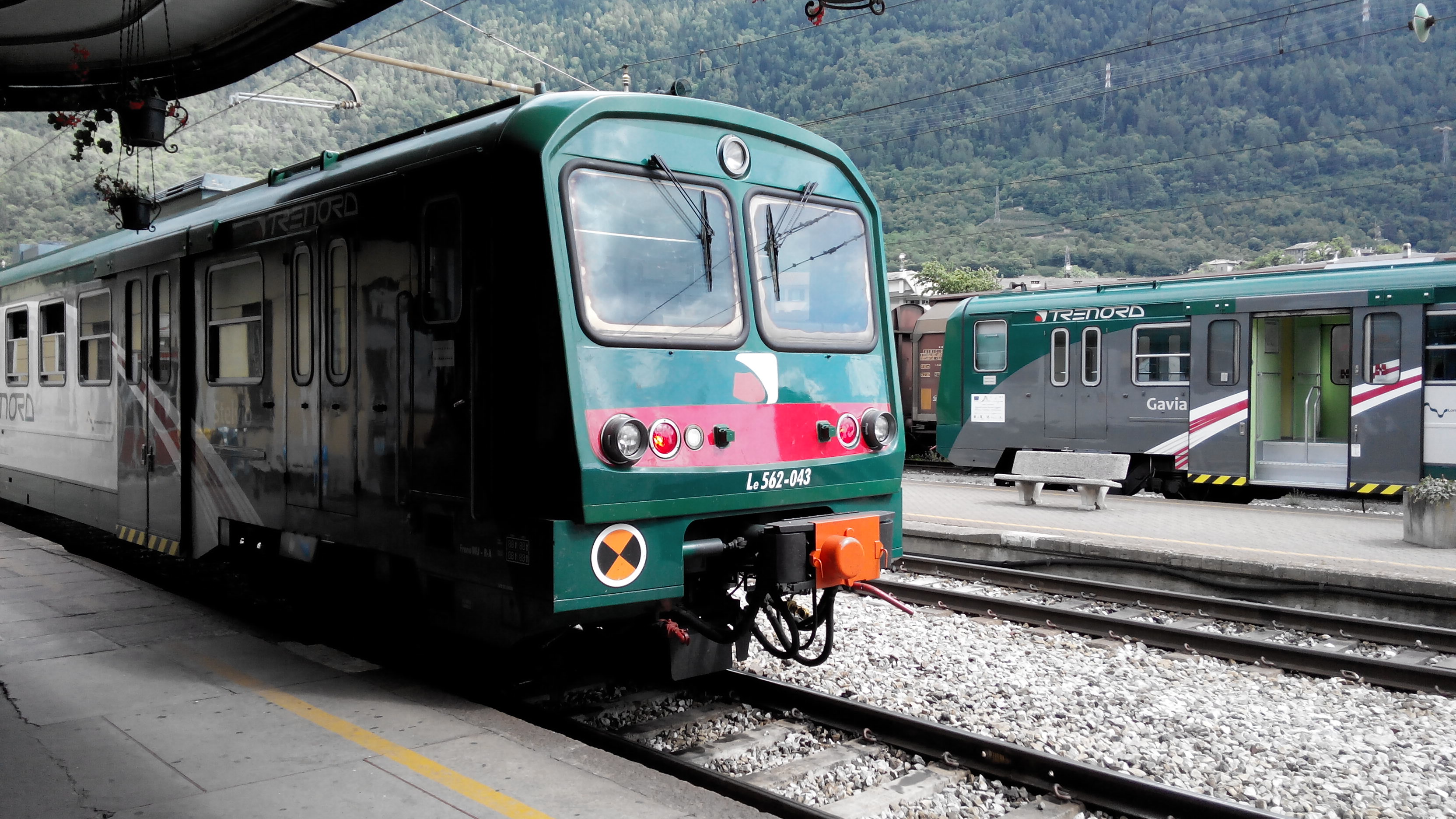
Una Automotrice FS ALe 582 di Trenord.

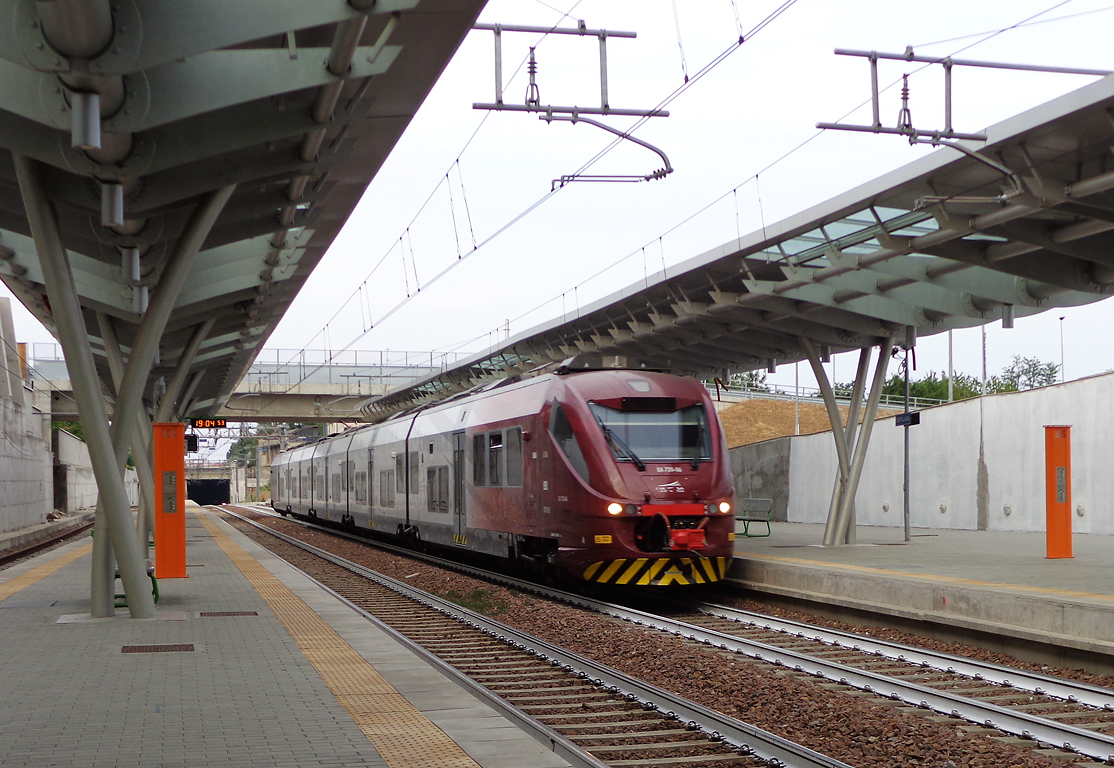
Un Convoglio Servizio Aeroportuale di Trenord.

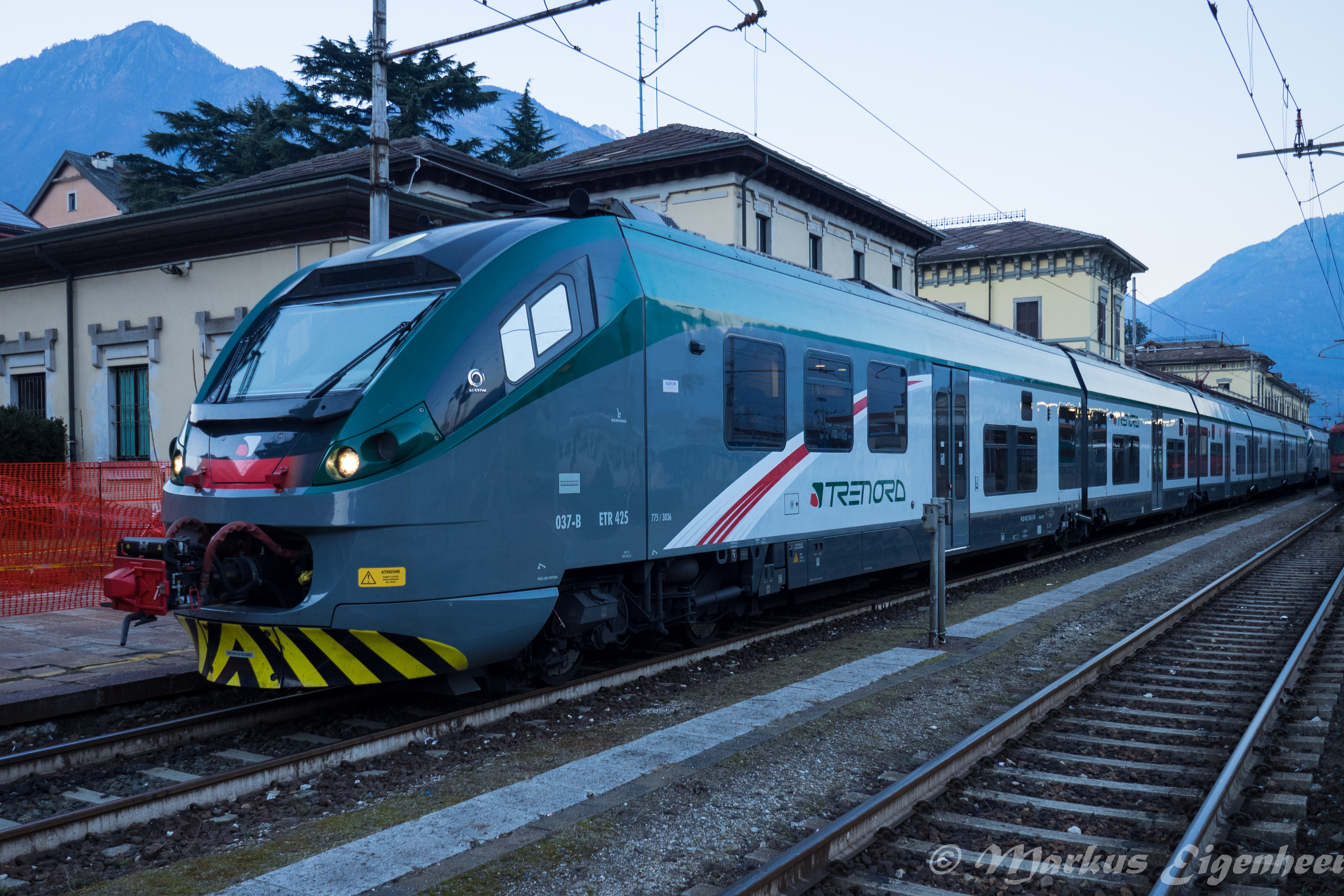
Un Coradia Meridian 425 di Trenord.

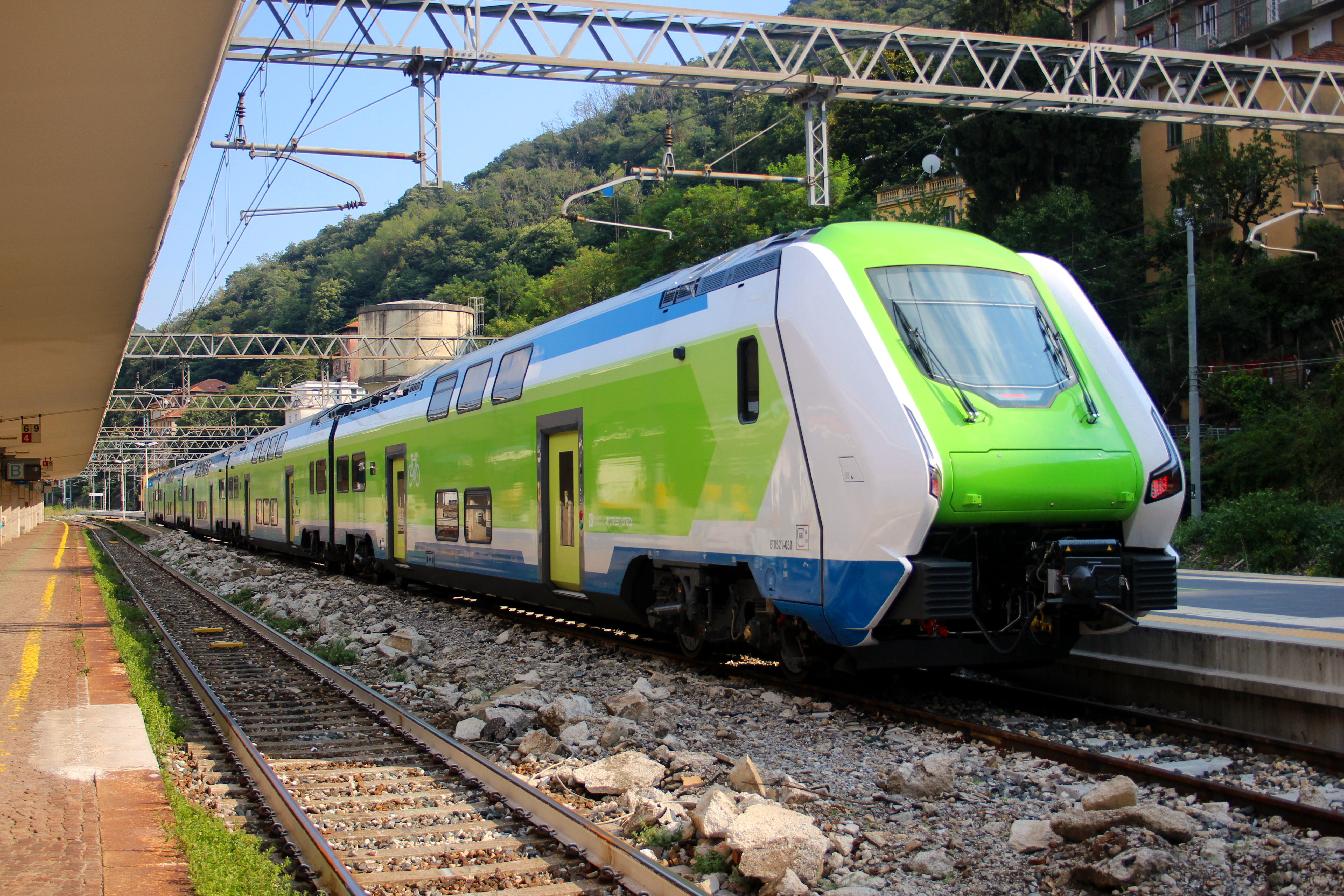
Un Caravaggio 521 di Trenord.

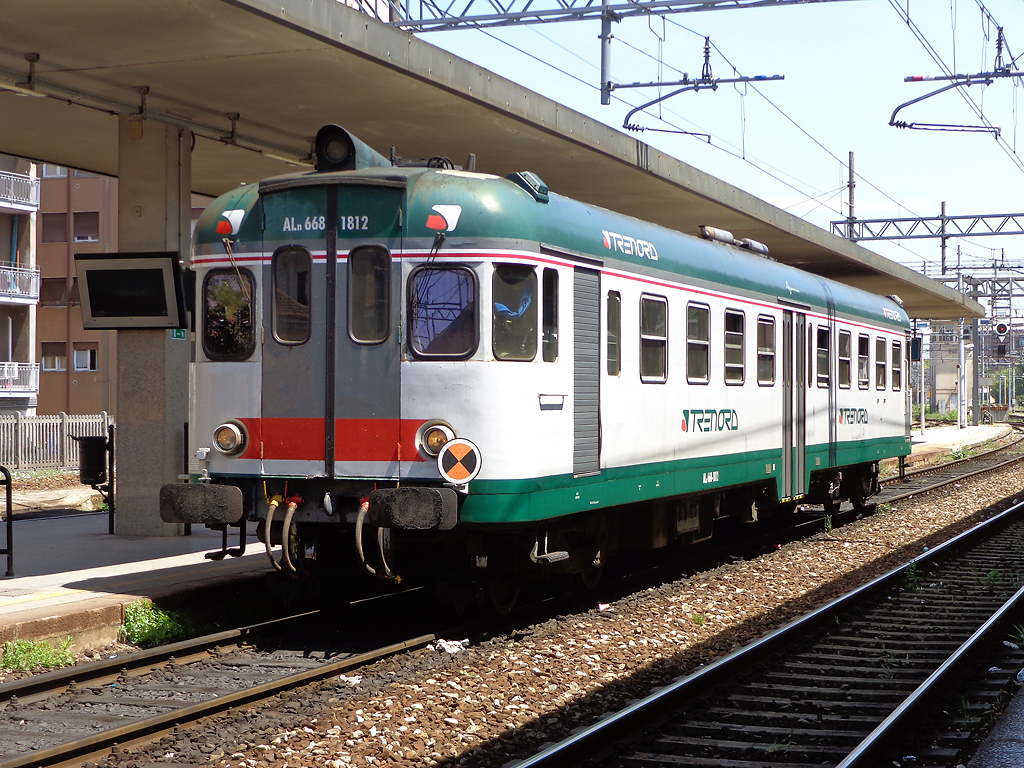
ALn 668 in livrea Trenord a Pavia.

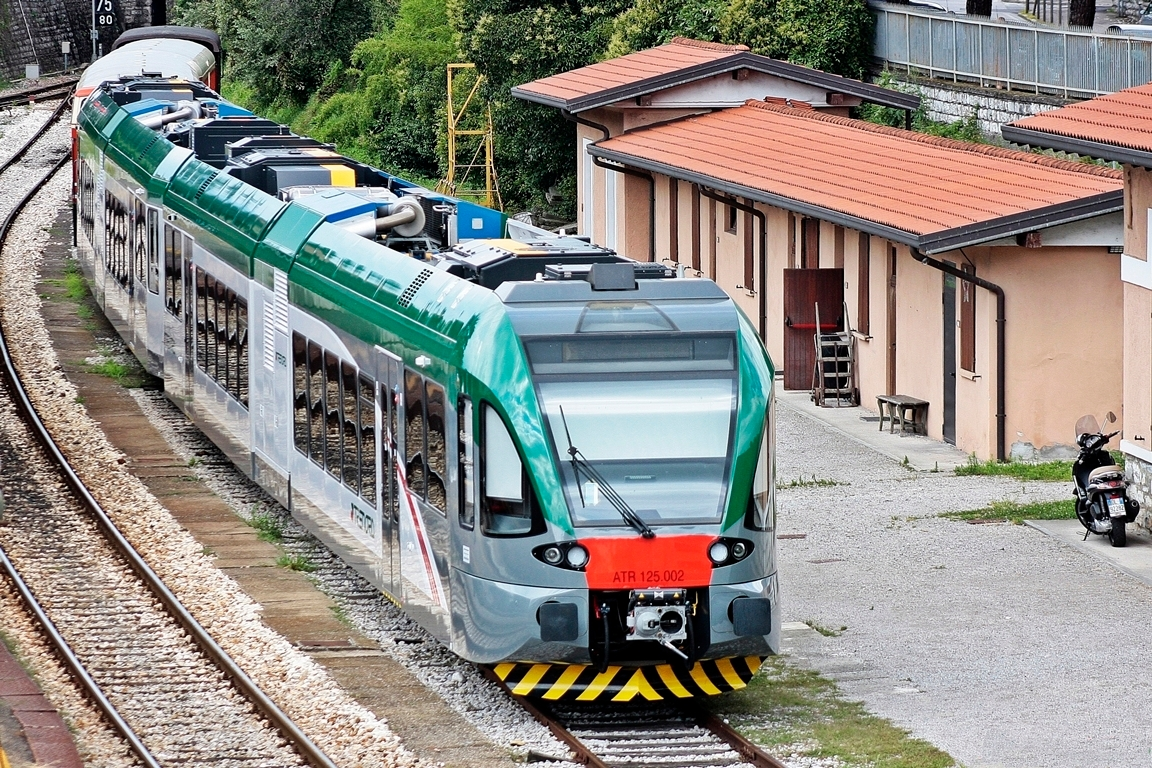
Un ATR 125 di Trenord.

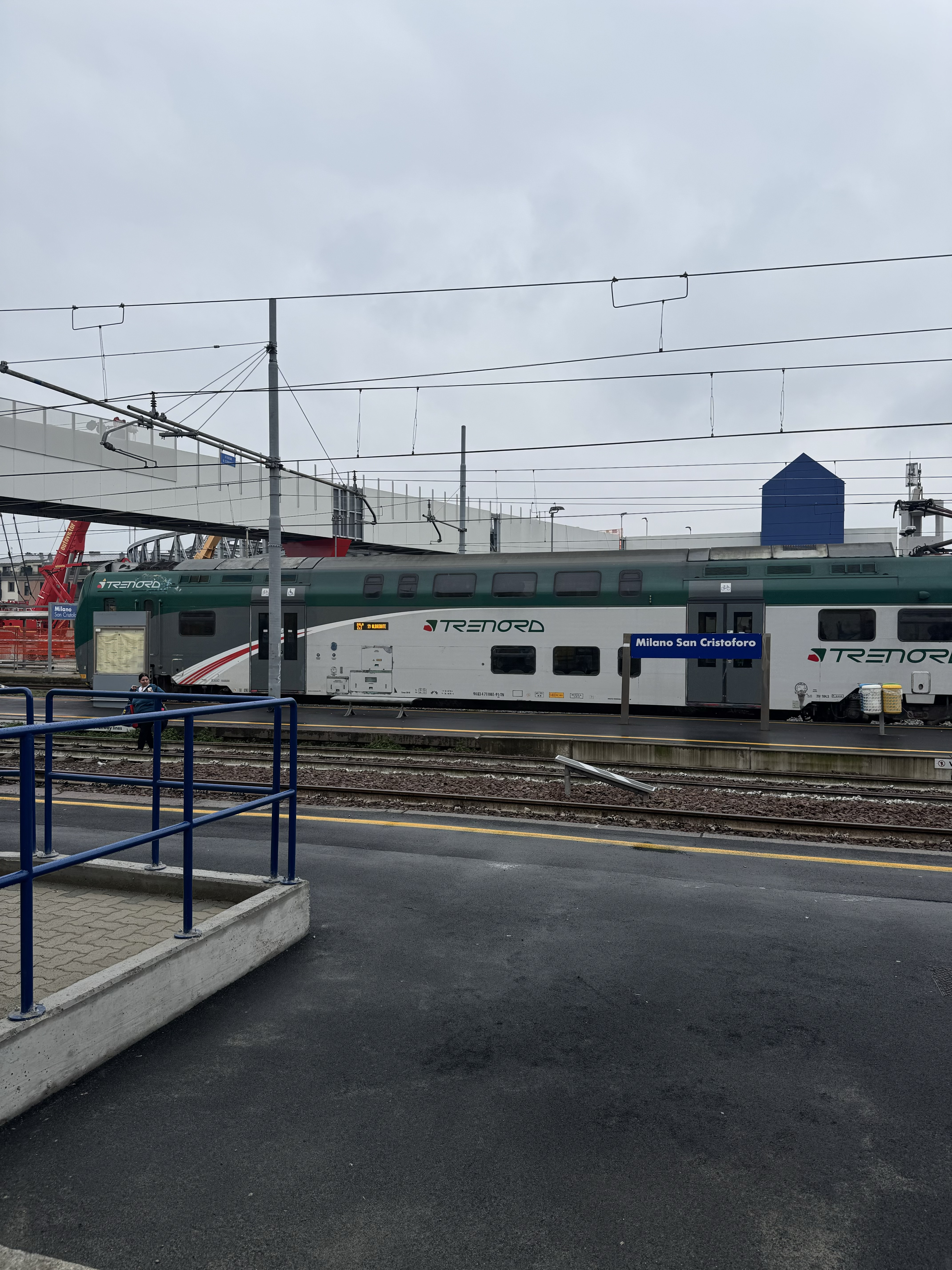
TSR Trenord a Milano San Cristoforo

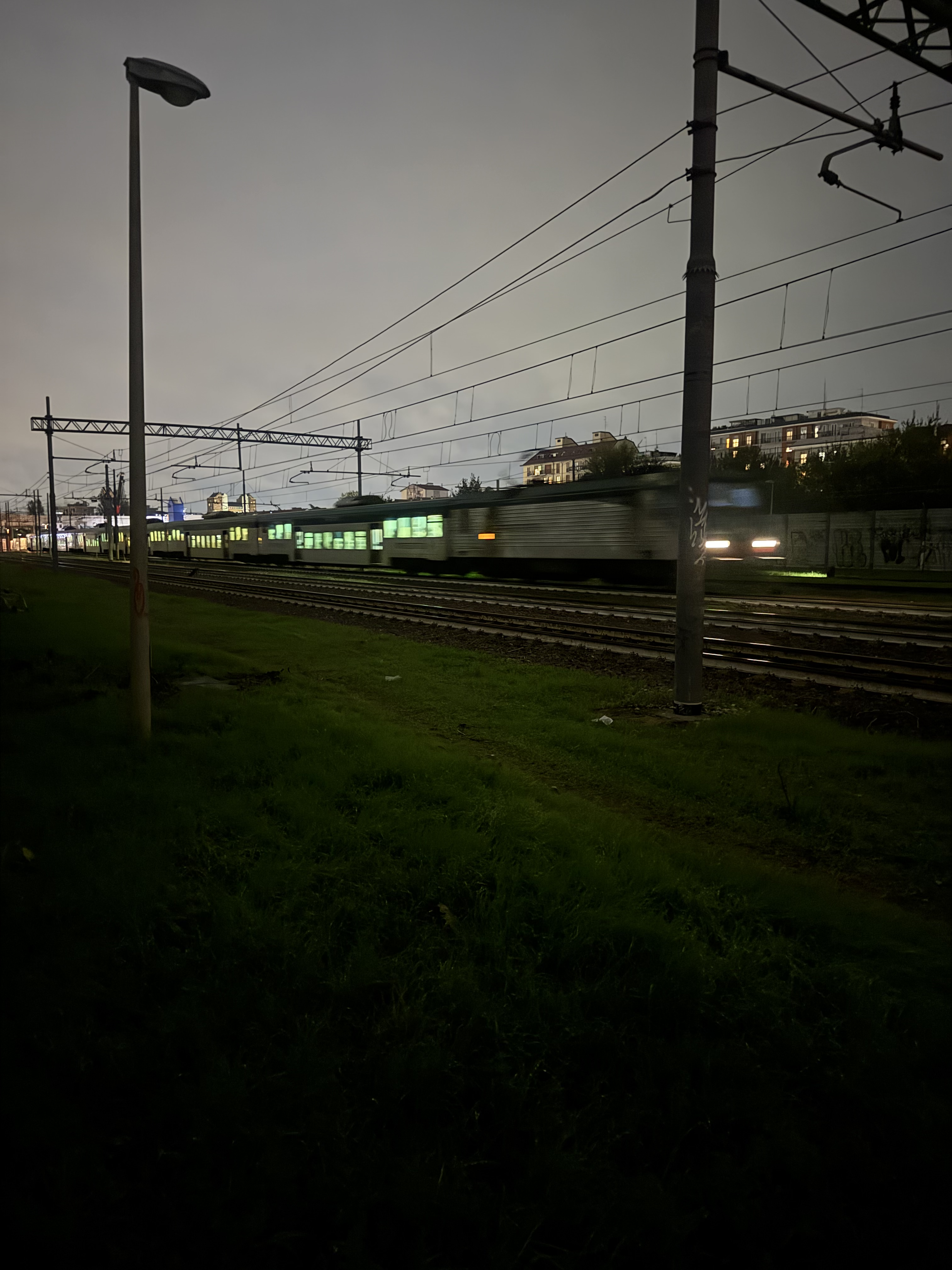
E.464 presso Milano San Cristoforo

Il parco rotabili della società è formato da locomotive elettriche accoppiate a vetture ordinarie, da elettrotreni, da automotrici termiche e da autotreni. Si è costituito nell'aprile 2011 con l'acquisizione sia del parco a disposizione della Divisione Regionale Passeggeri di Trenitalia nei depositi di Milano Fiorenza, Lecco e Cremona sia di quello gestito da LeNord negli impianti di Novate Milanese e Iseo.
Nel 2013 è stato inaugurato il nuovo deposito di Camnago-Lentate. I depositi di Novate e Camnago sono specializzati nella manutenzione di elettrotreni, mentre quelli di Lecco e Cremona nella manutenzione di elettrotreni e automotrici e quello di Iseo nella manutenzione di automotrici. Il deposito di Milano Fiorenza si occupa di diversi tipi di materiale rotabile a trazione elettrica.
Nel 2017 la Regione Lombardia intraprese un nuovo programma di investimento, che prevede 161 treni, da immettere in servizio entro il 2025, per un costo totale di 1607 milioni. Inoltre, erano presenti 9 treni interoperabili acquisiti da Trenord nell'ambito del contratto di servizio.
Riutilizzando i ribassi d'asta delle due forniture già aggiudicate, nel 2019, si finanziò l'acquisto di ulteriori 15 treni in aggiunta ai 161 già previsti, arrivando così a un totale di 176 nuovi treni. L'ordine di questi 176 treni è diviso in:
- 105 elettrotreni a doppio piano di produzione Hitachi, chiamati "Caravaggio";
- 30 autotreni elettro-diesel con batterie di produzione Stadler, chiamati "Colleoni";
- 41 elettrotreni a piano singolo e capacità medio/bassa di produzione Alstom, chiamati "Donizetti".

A maggio 2020 sono entrati in servizio i primi "Caravaggio", a luglio 2020 sono entrati in servizio i primi "Donizetti" e a settembre 2022 hanno iniziato a circolare i primi "Colleoni".
Alcuni mezzi sono noleggiati da Ferrovienord o Trenitalia, altri sono di proprietà o concessi in comodato dalla Regione Lombardia.
Il parco dei rotabili in servizio è così composto:
- Locomotive elettriche:
  - E.464
- Locomotive Diesel:
  - D.445
  - DE520
  - D.744
- Carrozze passeggeri ordinarie:
  - Piano Ribassato
  - Medie Distanze Vestiboli Centrali
  - Doppio Piano Casaralta
  - Vivalto prima serie - NCDP
  - Vivalto seconda serie - CDPTR
- Elettrotreni (ETR) ed elettromotrici (ALe):
  - Treni Servizio Regionale
  - Treni Alta Frequentazione
  - ALe 582
  - ETR 245 (Convogli Servizio Aeroportuale)
  - ETR 425 e ETR 526 (analoghi ai Jazz di Trenitalia)
  - Caravaggio ETR 421, ETR 521 e ETR 521 S1 (analoghi ai Rock di Trenitalia)
  - Donizetti ETR 103, ETR 104 e ETR 204 (analoghi ai Pop di Trenitalia)
- Autotreni (ATR) ed automotrici (ALn):
  - ALn 668 ricevute da Trenitalia
  - ALn 668, serie 130 e 140, ricevute da FNM
  - ATR 125
  - ATR 115
  - ATR 803

Nel 2015, il 45% il parco di Trenord aveva un'età superiore ai 35 anni, con un'età media dell'intero parco di 22 anni. Con il rinnovo del materiale rotabile, l'età media del parco si è abbassata a 19 anni nel 2021 ed a 15 anni nel 2023.
Sono a disposizione di Trenord anche alcuni FLIRT del parco rotabili TiLo che vengono impiegati sulle corse S10/RE, S30, S40 e S50 sulla rete italiana.

## Dati economici
Nel 2016 i ricavi sono stati pari a 766,1 milioni con un utile di 9,1 milioni. Nel 2017 il fatturato ha superato 804,3 milioni con un aumento del 5%, Ebitda pari all'1,8%, utile di 10,3 milioni (+14,4%).
Nel 2022 i ricavi sono stati pari a 311,1 milioni, con un utile in perdita di -9,4 milioni di euro, nonostante gli aiuti statali per 38 milioni di euro nel 2022 e 98 milioni di euro nel 2021.

## Criticità e controversie
Trenord è stata ed è tuttora al centro di numerose polemiche, principalmente per quanto riguarda la qualità e l'affidabilità dei propri servizi.

### Puntualità e soppressioni
La puntualità dei treni Trenord, misurata come percentuale di treni arrivati nella stazione di destinazione con ritardo uguale o inferiore a 5 minuti, è scesa dall'87,5% del 2015 al 78,3% del 2018, per poi risalire a 80,2% nel 2019. Nel 2022 l'indice di puntualità si attesta all'83,7%, nel 2023 è sceso a 82,3%, ben al di sotto della media nazionale dei treni regionali, che risulta essere 95,5% nel 2020 e 95,2% nel 2022.
L'indice di cancellazione dei treni programmati, stabile attorno ad un valore di 30/giorno nei primi anni di operatività di Trenord, è salito nel corso del 2018 a quasi 80/giorno, per poi tornare nel 2019 intorno ai 35/giorno. Nel 2022, si sono invece registrate 30 soppressioni totali giornaliere e 27 limitazioni di percorso.

### Valutazione dei viaggiatori
Secondo un sondaggio del 2023 sul servizio ferroviario lombardo effettuato da Cgil Filt, Udu, Rete Studenti, Federconsumatori, effettuato su oltre 11mila viaggiatori, l'indice di soddisfazione del servizio si attesta a 3,8 su una scala da 1 a 10. L'aumento del costo dei biglietti nel 2022, oltre alla puntualità, alle soppressioni e agli scioperi, sembrano avere influito nella valutazione. L'intenzione della regione Lombardia nel 2023 di rinnovare per un altro decennio il contratto a Trenord, senza procedere a un bando di gara, darebbe preoccupazione ai clienti per ulteriori rincari. Preoccupazioni poi confermate, con un aumento del 5% a settembre 2023.
Numerosi i comitati di pendolari critici verso l'azienda; nel gennaio 2021 furono 24 i comitati che firmarono una lettera al governatore della regione Lombardia, il leghista Attilio Fontana, evidenziando il taglio delle corse: «Le corse giornaliere di Trenord ridotte dalle 2.347 del 2018 alle attuali 1.800».

### Scarso rinnovo della rete ferroviaria
Nella maggior parte delle tratte ferroviarie regionali in Lombardia i tempi di percorrenza attuali risultano invariati, se non addirittura peggiori, rispetto a circa cinque decenni fa (anni 1970), complice l'aumento del numero di fermate e un rinnovamento della rete molto scarso. Lo stesso presidente della Lombardia Attilio Fontana ammette la situazione, definendo l'infrastruttura vecchia e non aggiornata (in Lombardia sono presenti numerose linee a binario unico e/o non elettrificate), ritenendo però che la responsabilità delle condizioni della rete debba essere attribuita unicamente ad RFI.
Anche l'età media dei treni risulta un problema su diverse tratte lombarde: l'introduzione di nuovi treni non è stata effettuata in maniera omogenea sulla rete, generando una flotta con una età media che va oltre i 29 anni su 8 delle 37 direttrici lombarde. La linea con i treni più obsoleti, la Milano - Carnate - Bergamo, arriva addirittura ad avere una media d'età dei treni di 40 anni.

### Scioperi
Nel 2021 il numero di scioperi ferroviari nella sola Lombardia è stato nettamente più alto rispetto al totale delle altre regioni italiane, con un totale di 8 scioperi in Lombardia contro i 3 del totale del resto d'Italia.

### Mancanza di agevolazioni ed elevati costi per il viaggiatore
In controtendenza rispetto a politiche sempre più diffuse in Europa di incentivo dell'utilizzo dei mezzi pubblici abbassandone i costi al viaggiatore, Trenord ha aumentato le sue tariffe del 4% nel 2022, facendo diventare il trasporto ferroviario regionale della Lombardia il più costoso in Italia. Un ulteriore aumento dei biglietti del 5% è stato annunciato l'anno successivo, per settembre 2023. Si tratta dell'aumento di prezzi maggiore registrato dal 2013.
Trenord risulta essere anche una delle poche aziende di trasporti italiane a non offrire alcuna agevolazione verso categorie di viaggiatori quali studenti, persone a basso reddito o giovani under 30 o under 26. Tali agevolazioni non sono presenti né per singoli biglietti né per abbonamenti.

### Taglio al bonus per ritardi agli abbonati
Trenord, su direttiva della Regione, erogava un bonus regionale, applicando uno sconto del 30% agli abbonamenti mensili ferroviari (e non a quelli integrati di qualsiasi genere) che non raggiungevano lo standard minimo di affidabilità previsto dal Contratto di Servizio. Il bonus veniva erogato nel terzo mese successivo a quello in cui la linea coinvolta non aveva raggiunto l'affidabilità minima. Ad incidere sullo standard d’affidabilità erano le cancellazioni ed i ritardi superiori ai 5 minuti sulla tratta di validità dell'abbonamento; se il percorso coperto dall'abbonamento si snodava su più linee, lo sconto veniva applicato solo quando ad essere sotto le soglie di affidabilità era la più lunga delle tratte coinvolte, considerata nella sua totalità.
Dal mese di aprile 2024 l’applicazione del bonus non è più automatica all’acquisto dell’abbonamento ma avviene tramite una procedura di richiesta che l’abbonato deve compilare online, ed inoltre il ritardo minimo in grado di incidere sui dati di affidabilità è stato aumentato da 5 a 15 minuti. Con questa modifica, contestata dai comitati di pendolari, nel primo mese di applicazione delle nuove regole i rimborsi previsti sono stati solamente su 3 linee, mentre il mese precedente erano su 24 linee.

### Mancati incassi per problema tecnico con Paypal
Nel febbraio 2023 Trenord ha comunicato di non avere riscosso il pagamento dai clienti che hanno acquistato tramite Paypal biglietti ed abbonamenti dell'anno prima, nel periodo tra maggio e agosto 2022. Trenord stessa ha scritto email ai clienti invitando loro a fare controlli delle varie transazioni Paypal e di saldare gli importi non incassati per un problema a loro non imputabile, imponendo loro di regolarizzarsi entro la fine del mese.

### Causa legale contro comitato di pendolari
Nel febbraio 2021, Trenord dichiarò l'intenzione di fare causa al comitato dei pendolari della linea Milano-Mortara-Alessandria per 10mila euro, dopo la pubblicazione sui social del comitato di un video satirico. Il video del comitato, che criticava in maniera parodistica Trenord ironizzando sui disagi e i problemi del servizio, venne ritenuto da Trenord "prevaricazione volutamente violenta".
La causa suscitò immediatamente numerose reazioni. Diversi membri dell'opposizione del consiglio della Regione Lombardia criticarono duramente la scelta di Trenord, insieme a diverse testate giornalistiche. Ben 23 comitati di pendolari lombardi espressero solidarietà al comitato citato in giudizio e Trenord rinunciò a portare avanti la causa.